# Realismens litteratur
Realismen som en litterär epok varade mellan 1830 och 1900, men genomsyrar även idag majoriteten av all litteratur som ges ut. Under epoken blir en strävan efter att skildra omvärlden så realistiskt som möjligt, det vill säga ur ett mer eller mindre objektivt och vetenskapligt perspektiv, tongivande. Realismen som stilriktning är dock parallell med andra riktningar som senromantik, naturalism och symbolism - där naturalismen kan sägas vara en förlängning av och en yttersta konsekvens av realismen.  En av de tidigaste förekomsterna av termen realism i den nutida betydelsen är i Mercure français du XIXe siècle in (1826) i vilken ordet används för att beskriva en doktrin som baseras på att man inte ska imitera tidigare konst utan i stället använda naturen och det samtida livet som förebild. Realistiska drag fanns redan tidigt i litteraturhistorien men då i de "lägre" genrerna, vilket har lett till att man inte har tagit dem i beaktande när man har delat in litteraturhistorien i perioder. Om man ser realism som ett sätt att skriva har realistisk litteratur skrivits oavbrutet fram till idag. Naturalismen är en radikalare form av realism som använde sig av manifest för hur litteratur skulle skrivas, medan realismen snarare är en litteraturvetenskaplig efterkonstruktion.

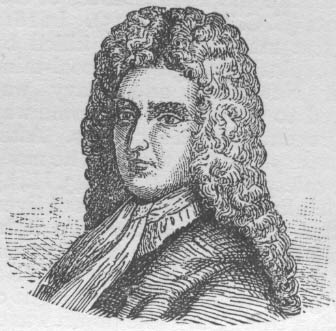
En av de tidiga realistiska författarna, Daniel Defoe.

## Historisk bakgrund
Realismens rötter kan i England spåras tillbaka till författare som Daniel Defoe och Richardson medan den i Skandinavien inte kommer förrän efter högromantiken. Realismen är nära förknippad med liberalismen vilket gör att man symboliskt kan koppla realismen till julirevolutionen i Frankrike.
Perioden då realismen varade, det vill säga mellan 1830 och 1900, var en period präglad av snabb samhällsutveckling. Denna tid kom att kallas den industriella revolutionen. Massor av människor flyttade från landsbygden till städerna för att få arbete. Där levde flertalet under omänskliga förhållanden och arbetade långa arbetsdagar för svältlöner. Barnarbete var vanligt. Flera revolter mot orättvisorna i Europa slogs ner under denna tid.

### Litterära kännetecken

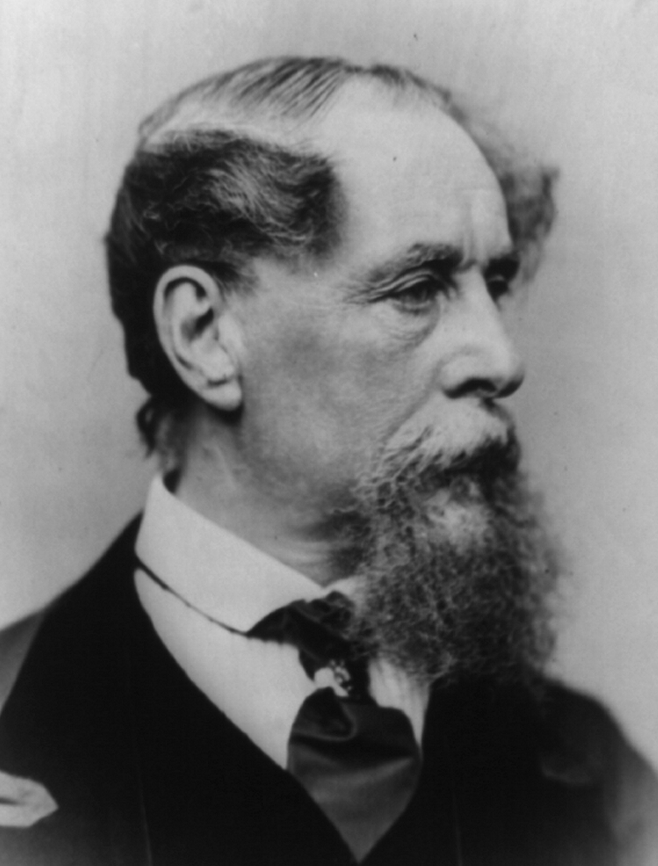
Charles Dickens, 1867.

### Följetongsromanerna

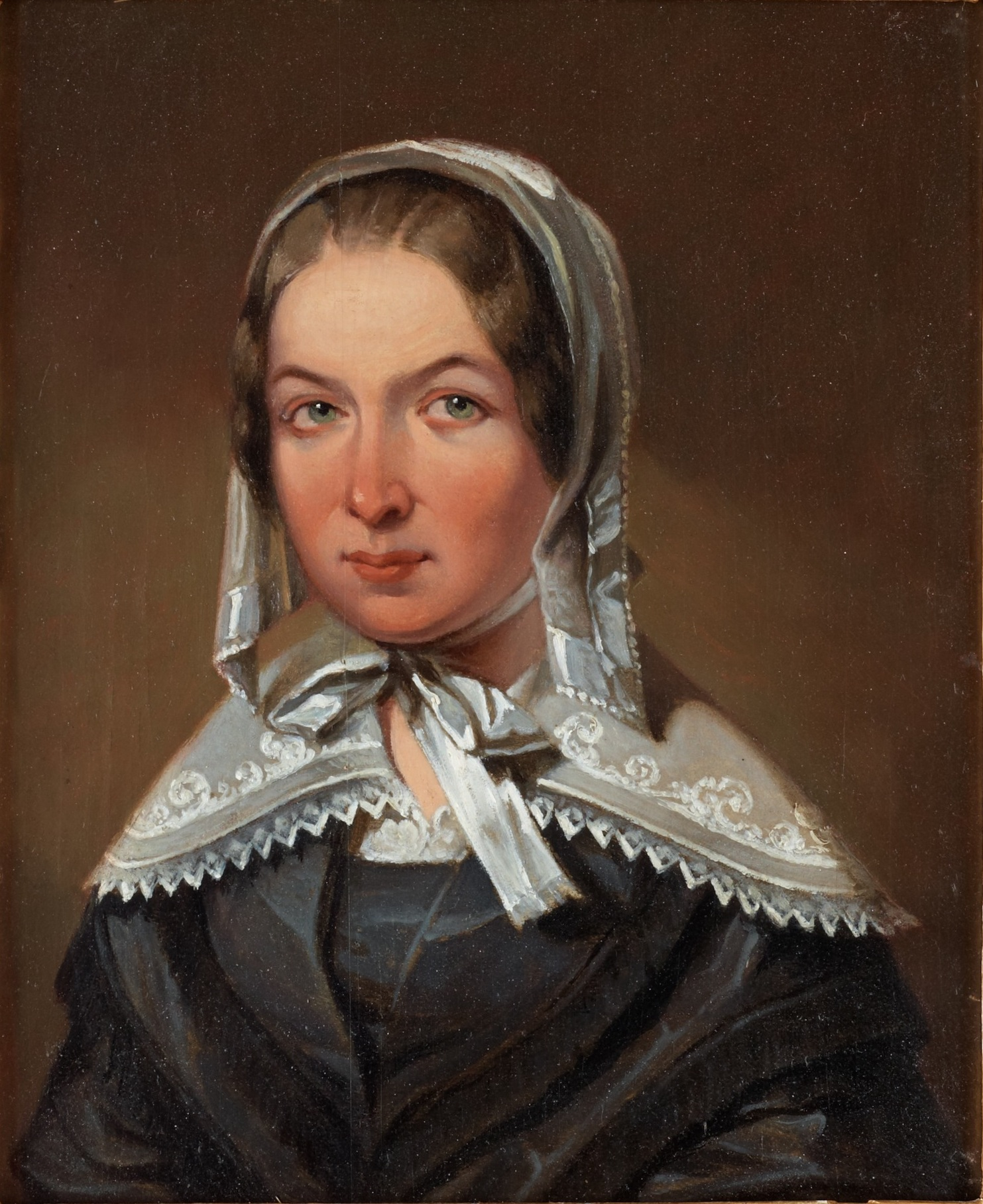
Fredrika Bremer.